# Henckelia anachoreta
Henckelia anachoreta là một loài thực vật có hoa trong họ Tai voi. Loài này được Henry Fletcher Hance mô tả khoa học đầu tiên năm 1866 dưới danh pháp Chirita anachoreta.